# Табу Тегерана
«Табу Тегерана» (англ. Tehran Taboo) — немецко-австрийский анимационный драматический фильм, снятый дебютантом в игровом кино Али Сузанде. Мировая премьера кинокартины состоялась 20 мая 2017 года на Каннском кинофестивале, где она была представлена в конкурсной программе «Неделя критики».
Фильм рассказывает о четырёх молодых людях — трёх волевых женщинах и парне-музыканте, — пути которых пересекаются в наполненном запретами Тегеране.

## В ролях
| Актёр              | Роль  |
| ------------------ | ----- |
| Эльмира Рафизаде   | Пари  |
| Зара Амир Эбрахими | Сара  |
| Араш Маранди       | Бабак |
| Билал Яшар         | Эльяс |
| Негар Мона Ализаде | Донья |
| Паям Маджлесси     | Ахмад |

## Производство
Идея фильма пришла к режиссёру Али Сузанде в вагоне метро в Кёльне, где он услышал разговор двух молодых иранцев, которые обсуждали свою сексуальную жизнь на родине. «Один из них рассказывал о женщине, которая занималась проституцией на улицах Тегерана и одновременно нянчилась с маленьким сыном. Я задумался об этом и начал писать сценарий», — объяснил Сузанде.
Кинокартина снималась в Вене при помощи захвата движения и ротоскопирования, то есть сначала фильм снимался с живыми актёрами на фоне хромакея, а затем обрабатывался на компьютере и превращался в мультфильм.

## Критика
Фильм «Табу Тегерана» получил положительные отзывы критиков. Дебора Янг из The Hollywood Reporter назвала работу Сузанде «смелым, хотя и несколько нравоучительным, дебютом». «Каждая сцена происходит вокруг религиозных и политических репрессий личной жизни в Иране… и хотя откровенный подход картины освежает, однако не покидает чувство переусердствования», — пишет Янг.

## Награды и номинации
| Список наград и номинаций                           | Список наград и номинаций | Список наград и номинаций        | Список наград и номинаций | Список наград и номинаций | Список наград и номинаций |
| Кинопремия                                          | Дата церемонии            | Категория                        | Номинант(ы)               | Результат                 | Прим.                     |
| --------------------------------------------------- | ------------------------- | -------------------------------- | ------------------------- | ------------------------- | ------------------------- |
| Каннский кинофестиваль                              | 25 мая 2017               | The Nespresso Grand Prize        | «Табу Тегерана»           | Номинация                 | [ 5 ] [ 6 ]               |
| Каннский кинофестиваль                              | 28 мая 2017               | «Золотая камера»                 | «Табу Тегерана»           | Номинация                 | [ 5 ] [ 6 ]               |
| Международный фестиваль анимационных фильмов в Анси | 17 июня 2017              | Лучший полнометражный мультфильм | «Табу Тегерана»           | Номинация                 | [ 7 ]                     |

## Выпуск
Мировая премьера фильма «Табу Тегерана» под международным названием «Tehran Taboo» состоялась 20 мая 2017 года на Каннском кинофестивале. Проект стал первым мультфильмом за всю историю фестиваля, показанным в рамках «Недели критики». Так как кинокартина является дебютной, она ещё состязалась за приз «Золотая камера».